# Concours Eurovision de la chanson 1957
- Pays participants

Lugano 1956 Hilversum 1958
Le Concours Eurovision de la chanson 1957 fut la deuxième édition du concours. Il se déroula le dimanche 3 mars 1957, à Francfort-sur-le-Main, situé alors en République Fédérale d'Allemagne. Il fut remporté par les Pays-Bas, avec la chanson Net Als Toen, interprétée par Corry Brokken. La France termina deuxième et le Danemark, troisième.

## Organisation
La Suisse ne souhaita pas organiser le concours pour la seconde année consécutive et c'est donc l'Allemagne qui se chargea de l'organisation de l'édition 1957. La règle voulant que le pays gagnant organise le concours l'année suivante n'était pas officiellement entrée en vigueur. Il était admis alors que le concours serait organisé à tour de rôle par les pays participants.
De nouvelles règles furent introduites. Ainsi, les pays participants ne purent présenter qu'une seule et unique chanson. En revanche, des duos furent admis à concourir. Il fut également décidé que la procédure de vote devienne part intégrale du spectacle. Les jurys seraient désormais contactés par téléphone et donneraient leurs résultats en direct, résultats qui seraient affichés au fur et à mesure sur un tableau de vote. Cette idée était venue aux responsables de l'UER, après qu'ils eurent regardé un enregistrement du Festival of British Popular Songs, diffusée le 27 août 1956. Les résultats y avaient été révélés par un panel de jurys régionaux, contactés par téléphone, et affichés en direct sur le plateau. Cette règle continue à être appliquée aujourd'hui.
La date choisie, le dimanche trois mars, demeure toujours le moment de l'année le plus avancé auquel fut jamais organisé le concours.

## Pays participants
Dix pays participèrent au deuxième concours. L’Autriche, le Danemark et le Royaume-Uni firent leurs débuts, après avoir manqué l'édition 1956.
La Suède ne participa pas au concours, mais le diffusa pourtant. Le pays fit ses débuts l'année suivante.

## Format

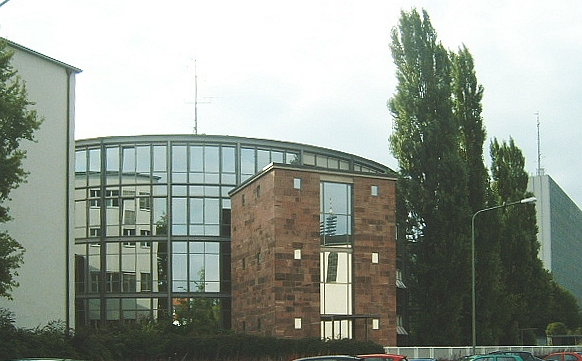
Le bâtiment abritant la Großer Sendesaal des Hessischen Rundfunks, à Francfort-sur-le-Main.

Le concours eut lieu dans la Großer Sendesaal des Hessischen Rundfunks, studio de télévision servant aujourd'hui de salle de concert. Le public comptait quatre-cent spectateurs. La scène était séparée en trois parties : l'orchestre à gauche, les artistes au centre, le tableau de vote à droite. Le décor derrière les artistes avait la forme d’une gigantesque harpe. Artistes et chefs d'orchestre entraient et sortaient via un escalier aboutissant entre l'orchestre et la harpe. Le thème de chaque chanson était symbolisé par un arrière-fond différent placé entre les hampes de la harpe.
L’orchestre était dirigé par Willy Berking. Le programme dura près d'une heure et dix minutes.

## Déroulement
La présentatrice de la soirée fut l'actrice allemande Anaid Iplicjian. Elle s'exprima en allemand durant toute la soirée, avec quelques exceptions durant le vote. Elle introduisit chaque chanson, en expliquant sa signification.

## Chansons

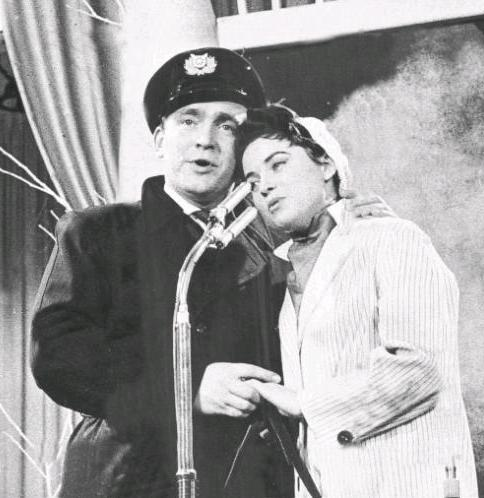
Les représentants danois, Gustav Winckler et Birthe Wilke.

Dix chansons concoururent pour la victoire. 
La chanson britannique durait 1 minute et 52 secondes . À l'opposé, la chanson italienne durait 5 minutes et 9 secondes, la plus longue jamais présentée au concours. Il fut ensuite décidé de modifier le règlement et de fixer une durée obligatoire pour chaque chanson : trois minutes au maximum. Cette règle est toujours en vigueur.
La représentante allemande, Margot Hielscher, fut la première artiste de l'histoire du concours à recourir à un accessoire, en l'occurrence un téléphone, placé sur scène à côté d'elle. Margot le décrocha dès les premières notes de sa chanson, justement intitulée Telefon, Telefon. Elle tint ensuite le cornet en main durant toute sa prestation, s'adressant à un correspondant imaginaire.
À la suite de la modification du règlement, les représentants danois, Gustav Winckler et Birthe Wilke, furent le premier duo à concourir. Ils furent les premiers participants de l'histoire du concours à s'habiller en fonction du thème de leur chanson. Winckler portait un imperméable et une casquette de marin ; Wilke, un manteau et un bonnet de mousse. À la fin de leur prestation, ils échangèrent le plus long baiser de l'histoire du concours : 11 secondes. Un membre de l'équipe de production aurait dû leur adresser un signe pour y mettre fin, mais oublia de le faire.

## Chefs d'orchestre
| Willy Berking                                | Eric Robinson | Armando Trovajoli | Carl de Groof | Dolf van der Linden | Paul Durand | Kai Mortensen |
| -------------------------------------------- | ------------- | ----------------- | ------------- | ------------------- | ----------- | ------------- |
| - Allemagne - Belgique - Luxembourg - Suisse | - Royaume-Uni | - Italie          | - Autriche    | - Pays-Bas          | - France    | - Danemark    |

## Entracte
Il n'y eut pas de spectacle d'entracte.

## Vote
Le vote fut décidé entièrement par un panel de jurys nationaux. Comme décidé, les jurés ne firent pas le déplacement jusqu'à Francfort. Ils furent contactés par téléphone, par Anaid Iplicjian et une assistante, selon l'ordre inverse de passage des pays participants.
Chaque jury se composait de dix personnes. Chaque juré attribuait un vote à la chanson qu'il estimait la meilleure.
Le principal changement de l'édition 1957 fut l'introduction de la règle interdisant formellement aux jurés de voter pour la chanson de leur pays. Cette règle est toujours en vigueur depuis.
Les résultats des votes furent annoncés oralement pour la première fois, selon l'ordre de passage des candidats. Pour ce faire, une table, deux chaises et deux téléphones furent apportés sur scène et placés devant la harpe. L'arrière-fond de celle-ci montrait désormais une carte d'Europe, avec les noms des pays participants.
La sonnerie des téléphones annonça que les porte-paroles étaient en ligne. Iplicjian et son assistante répétèrent à haute voix les votes des jurys. Les connexions ne furent pas toujours immédiates, forçant Iplicjian à répéter à de nombreuses reprises « Allô ? Allô ? ».

## Résultats
Les Pays-Bas remportèrent le concours pour la première fois, recevant des votes de la part de tous les autres pays participants.
La médaille du grand prix fut remise sur scène, tout d'abord à Corry Brokken qui la passa ensuite à Guus Jansen, le compositeur de Net als toen.
Conséquence directe de la publicité des résultats, l’Autriche fut le premier pays de l’histoire du concours à échouer à la dernière place. Elle devint également le tout premier pays à terminer dernier lors de ses débuts.
| Ordre | Pays        | Artiste(s)                     | Chanson                       | Langue      | Place | Points |
| ----- | ----------- | ------------------------------ | ----------------------------- | ----------- | ----- | ------ |
| 01    | Belgique    | Bobbejaan Schoepen             | Straatdeuntje                 | Néerlandais | 8     | 5      |
| 02    | Luxembourg  | Danièle Dupré                  | Amours mortes (tant de peine) | Français    | 4     | 8      |
| 03    | Royaume-Uni | Patricia Bredin                | All                           | Anglais     | 7     | 6      |
| 04    | Italie      | Nunzio Gallo                   | Corde della mia chitarra      | Italien     | 6     | 7      |
| 05    | Autriche    | Bob Martin                     | Wohin, kleines Pony?          | Allemand    | 10    | 3      |
| 06    | Pays-Bas    | Corry Brokken                  | Net als toen                  | Néerlandais | 1     | 31     |
| 07    | Allemagne H | Margot Hielscher               | Telefon, Telefon              | Allemand    | 4     | 8      |
| 08    | France      | Paule Desjardins               | La Belle Amour                | Français    | 2     | 17     |
| 09    | Danemark    | Birthe Wilke & Gustav Winckler | Skibet skal sejle i nat       | Danois      | 3     | 10     |
| 10    | Suisse T    | Lys Assia                      | L'Enfant que j'étais          | Français    | 8     | 5      |

## Anciens participants
| Artiste       | Pays     | Année(s) précédente(s) |
| ------------- | -------- | ---------------------- |
| Lys Assia     | Suisse   | 1956 (vainqueur)       |
| Corry Brokken | Pays-Bas | 1956                   |

## Tableau des votes
| Drapeau de la Suisse                              | Drapeau du Danemark | Drapeau de la France | Drapeau de l'Allemagne | Drapeau des Pays-Bas | Drapeau de l'Autriche | Drapeau de l'Italie | Drapeau du Royaume-Uni | Drapeau du Luxembourg | Drapeau de la Belgique | Total |   |    |
| Pays                                              | Belgique            | 1                    | 2                      | –                    | 2                     | –                   | –                      | –                     | –                      | –     |   | 5  |
| Pays                                              | Luxembourg          | –                    | –                      | –                    | –                     | –                   | 3                      | 4                     | 1                      |       | – | 8  |
| Pays                                              | Royaume-Uni         | 2                    | –                      | –                    | –                     | 1                   | 1                      | –                     |                        | 1     | 1 | 6  |
| Pays                                              | Italie              | –                    | 1                      | –                    | –                     | 2                   | –                      |                       | 2                      | 1     | 1 | 7  |
| Pays                                              | Autriche            | –                    | –                      | –                    | –                     | 1                   |                        | –                     | 2                      | –     | – | 3  |
| Pays                                              | Pays-Bas            | 7                    | 3                      | 4                    | 1                     |                     | 6                      | 1                     | 1                      | 3     | 5 | 31 |
| Pays                                              | Allemagne           | –                    | –                      | 6                    |                       | –                   | –                      | 1                     | –                      | –     | 1 | 8  |
| Pays                                              | France              | –                    | 2                      |                      | 6                     | 1                   | –                      | –                     | 2                      | 4     | 2 | 17 |
| Pays                                              | Danemark            | –                    |                        | –                    | –                     | 5                   | –                      | 3                     | 2                      | –     | – | 10 |
| Pays                                              | Suisse              |                      | 2                      | –                    | 1                     | –                   | –                      | 1                     | –                      | 1     | – | 5  |
| Le tableau suit l'ordre de passage des candidats. |                     |                      |                        |                      |                       |                     |                        |                       |                        |       |   |    |

## Télédiffuseurs
| Pays        | Télédiffuseur(s)       | Commentateur(s)        | Porte-parole        |
| ----------- | ---------------------- | ---------------------- | ------------------- |
| Allemagne   | Deutsches Fernsehen    | Wolf Mittler           | Joachim Fuchsberger |
| Autriche    | ORF                    | Emil Kollpacher        | Karl Bruck          |
| Belgique    | INR                    | Janine Lambotte        | Bob Van Bael        |
| Belgique    | NIR                    | Anton Peters           | Bob Van Bael        |
| Danemark    | Statsradiofonien TV    | Gunnar Hansen          | Bent Hennius        |
| France      | RTF                    | Robert Beauvais        | Claude Darget       |
| Italie      | Programma Nazionale    | Bianca Maria Piccinino | Nunzio Filogamo     |
| Luxembourg  | Télé Luxembourg        | Jacques Navadic        | ?                   |
| Pays-Bas    | NTS                    | Piet te Nuyl           | Willem Duys         |
| Royaume-Uni | BBC Television Service | Berkeley Smith         | David Jacobs        |
| Royaume-Uni | BBC Light Programme    | Tom Sloan              | David Jacobs        |
| Suède       | Radiotjänst TV         | Nils Linnman           | (non participant)   |
| Suisse      | TSR                    | Georges Hardy          | Mäni Weber          |